# Acorn Computers
Acorn Computers — британская компания по производству компьютеров, основанная в Кембридже (Англия) в 1978 году. Компания создала несколько моделей компьютеров, которые снискали особую популярность в Великобритании. Среди этих моделей — Acorn Electron, BBC Micro и Acorn Archimedes. Компьютер BBC Micro доминировал на рынке обучающих компьютеров Соединённого Королевства в 1980-х и в начале 1990-х — примерно так же, как компьютеры Apple в США.
До разделения на несколько компаний в 1998 году Acorn была также известна как производитель персональных компьютеров с RISC-архитектурой процессора. Некоторые из дочерних компаний Acorn существуют по сей день — например, ARM Holdings широко известна как производитель микропроцессоров архитектуры ARM для мобильных телефонов и КПК.

## Предыстория
25 июля 1961 года Клайв Синклер основал Sinclair Radionics для разработки и продажи электронных устройств, таких как калькуляторы. Коммерческий провал наручных часов Black Watch и переход рынка калькуляторов со светодиодов на ЖК-дисплеи привёл к финансовым проблемам, в результате чего Синклер запросил помощь у National Enterprise Board. После потери контроля над компанией Синклер предложил Крису Карри оставить Radionics и создать компанию Science of Cambridge (SoC). В июне 1978 года SoC выпустила в продажу микрокомпьютерный комплект. Карри хотел продолжить работу над этим проектом, но Синклер не был в этом заинтересован. Также в ходе разработки MK14 к проекту проявил большой интерес друг Карри — Герман Хаузер.

## CPU Ltd (1978—1983)
Карри и Хаузер решили продолжить заниматься микрокомпьютерами вместе и 5 декабря 1978 года создали компанию Cambridge Processor Unit Ltd (CPU). Вскоре CPU получила контракт на разработку микропроцессорного контроллера слот-машины для Ace Coin Equipment (ACE). Первоначально микроконтроллер создавался на основе микропроцессора National Semiconductor SC/MP, но затем разработчики переключились на MOS Technology 6502.

### Микропроцессорные системы
Доход от контрактов по разработке специализированных устройств CPU пускала на создание микрокомпьютерной системы на основе процессора 6502. Система была выпущена в январе 1979 года в качестве первого продукта Acorn Computer Ltd — эта торговая марка использовалась для разделения двух различных направлений бизнеса компании. Было выбрано слово жёлудь (англ. acorn) поскольку система была расширяемой и ориентированной на рост. Кроме того, с таким названием компания в телефонном справочнике стояла раньше, чем Apple Computer.

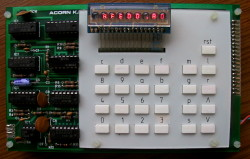
Acorn System 1

### Atom
Acorn Atom — домашний компьютер, выпускавшийся компанией Acorn с 1981 по 1983 год; был заменён компьютером BBC Micro (первоначальное название — Acorn Proton), а позднее — Acorn Electron.
Atom стал очередным шагом в ряду машин на основе MOS Technology 6502, которые компания выпускала с 1979 года. Atom был усечённой версией Acorn System 3 — без привода дисковода, но с интегрированной клавиатурой и с интерфейсом для кассетного магнитофона. Компьютер продавался в виде набора для сборки, либо в виде готового изделия. В 1982 году цена составляла 120 £ за набор, 170 £ за собранный компьютер, 200 £ и выше за полностью расширенную версию с 12 КБ ОЗУ и расширенным ПЗУ для вычислений с плавающей запятой.

### BBC Micro

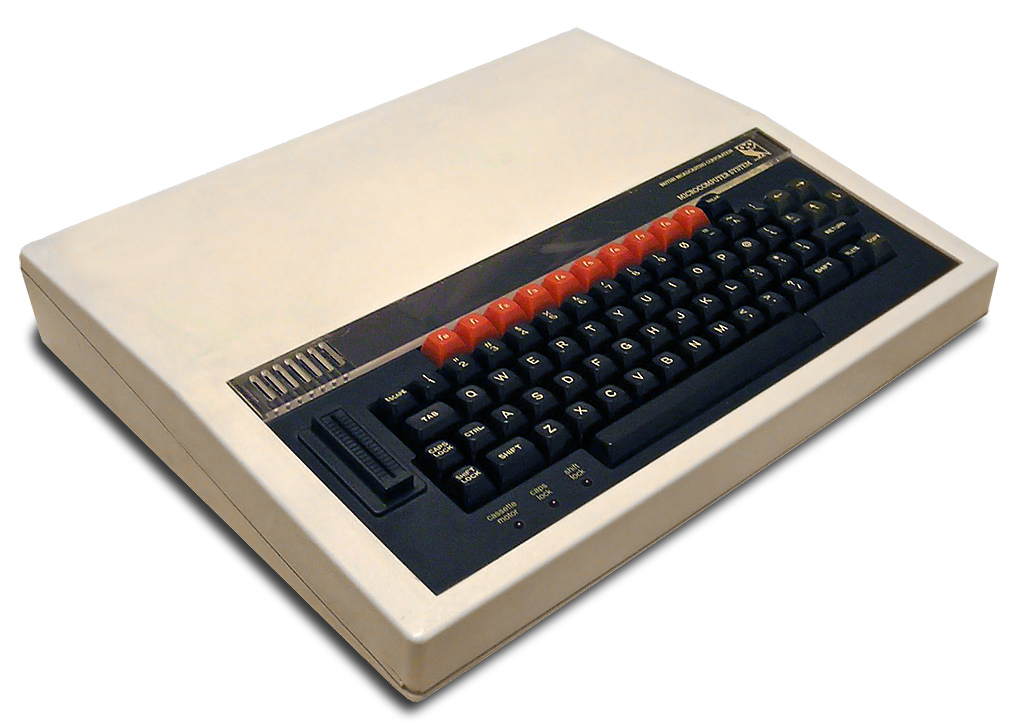
BBC Micro

BBC Micro — один из ранних домашних компьютеров. Был спроектирован и разработан компанией Acorn для British Broadcasting Corporation (BBC).
В начале 1980-х BBC начала проект, который стал известен как BBC Computer Literacy Project. Этот проект был начат во многом в ответ на документальный фильм The Mighty Micro, в котором доктор Кристофер Эванс (Christopher Evans) предсказал начинающуюся (микро-)компьютерную революцию и её влияние на экономику, индустрию и стиль жизни Великобритании.
Компьютер был выпущен на рынок Великобритании под названием BBC Microcomputer в конце 1981 года. Получил широкую популярность в этой стране, использовался в большинстве школ Великобритании для изучения компьютерной грамоты и информационных технологий. Попытки выхода с компьютером на американский рынок провалились, в основном из-за популярности там серии Apple II.
BBC Micro вышел в двух версиях: Model A и Model B. Сначала цена на модели была в 235 £ и 335 £, соответственно, но почти сразу она поднялась до 299 £ и 399 £. Acorn ожидала объёмов продаж в 12 000 экземпляров, но в конечном счёте было продано около 1 млн компьютеров.

### Electron
Acorn Electron — домашний компьютер, созданный в качестве урезанной бюджетной версии домашнего и учебного компьютера BBC Micro. Electron располагал ОЗУ в 32 Кб, в ПЗУ компьютера был записан интерпретатор BBC BASIC.
Electron позволял считывать программы с магнитной ленты кассетного бытового магнитофона и записывать их на кассету. Причём, не требовалось даже линейного входа: кабель подключался к микрофонному гнезду любого магнитофона. В качестве устройства вывода использовался бытовой телевизор либо монохромный монитор.
Acorn Electron был разработан в течение 1983 года в качестве более дешёвого наследника BBC Micro с целью получить большие продажи в ходе рождественских продаж этого года. Хотя команде разработчиков удалось поместить практически всю функциональность BBC Micro в один единственный чип (ULA), проблемы при производстве привели к тому, что к предрождественским продажам было готово слишком мало машин. Некоторые магазины сообщали, что на каждую доставленную машину у них было по восемь заказов. Это был провал, от которого модель так никогда полностью и не оправилась, хотя продажи игр для Electron намного превосходили продажи игр для BBC Micro. Существует по крайней мере 500 известных игр для Acorn Electron, и общее число игр для него, вероятно, насчитывает тысячи.
Объём оперативной памяти Electron был слишком ограничен (программа должна была поместиться в 20 Кб памяти, которые оставались после вычитания из всего объёма видеопамяти), а мощность процессора слишком мала по сравнению с широко распространёнными ZX Spectrum и Commodore 64.

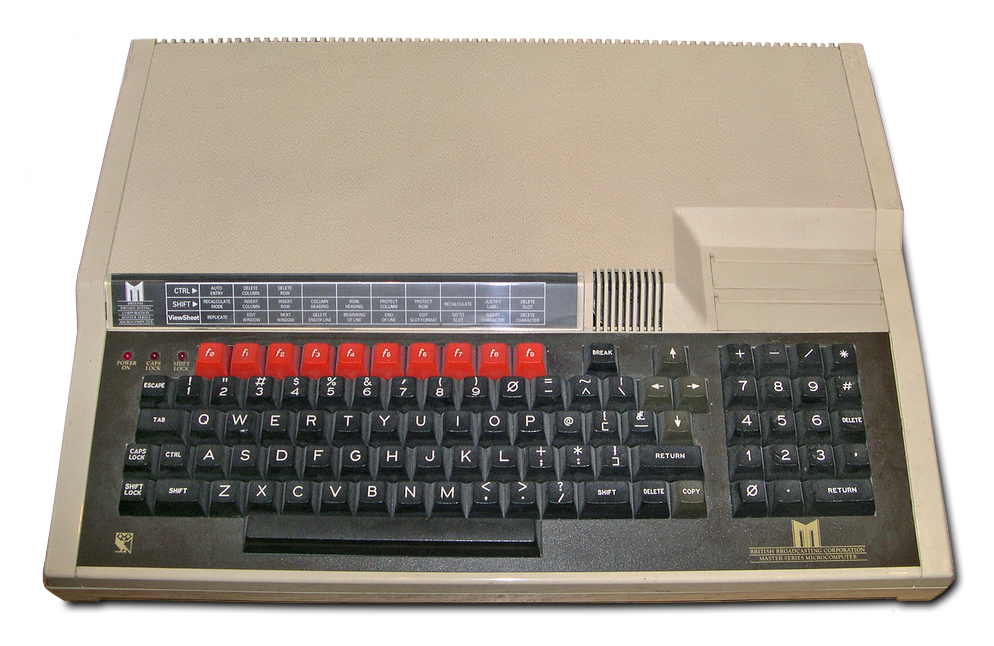
Acorn BBC Master

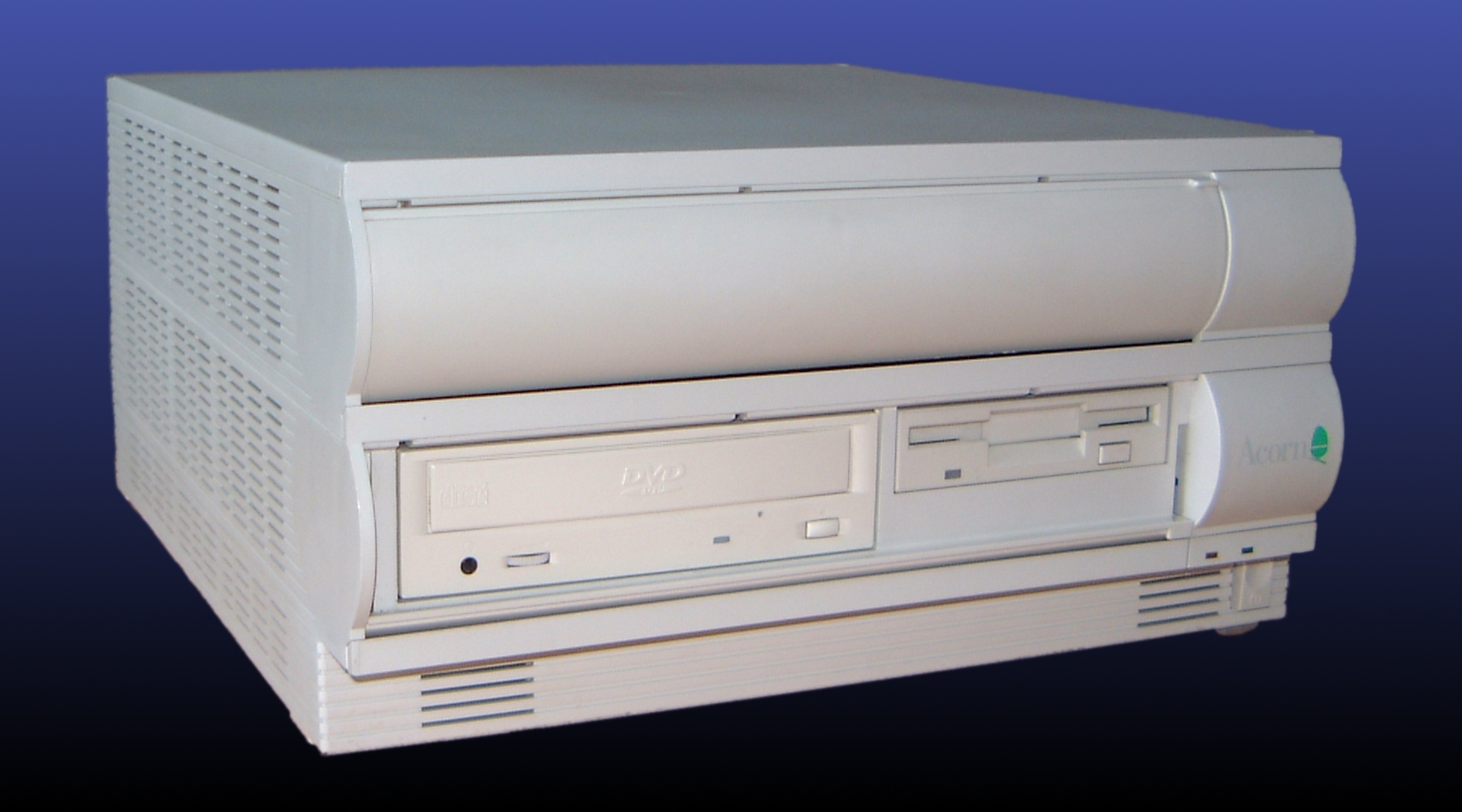
Acorn Risc PC 600 (англ.)